# Kabupaten Bener Meriah
Kabupaten Bener Meriah är ett kabupaten i Indonesien.   Det ligger i provinsen Aceh, i den västra delen av landet, 1 600 km nordväst om huvudstaden Jakarta. Antalet invånare är 127 228. Arean är 1 457 kvadratkilometer.
Terrängen i Kabupaten Bener Meriah är mycket bergig.